# Shimelis Bekele
Shimelis Bekele   (Awasa, 2 de gener de 1990), amàric: ሽመልስ በቀለ, és un futbolista etíop de la dècada de 2010.
Fou internacional amb la selecció de futbol d'Etiòpia.
Pel que fa a clubs, destacà a Petrojet.